# Misterix
Misterix va ser una sèrie de còmics creada el 1946 pel guionista Massimo Garnier i el dibuixant Paul Campani, que després van continuar altres autors fins a 1965, per als mercats italià i argentí.

## Trajectòria editorial
Misterix va aparèixer per primera vegada a l'Albi Le piú belle avventure, publicat a Itàlia el 12 de desembre de 1946, adquirint aviat un gran èxit a l'Argentina, on Editorial Abril ho va incloure des del 28 de gener de 1948 a la revista Salgari, concretament des del número 33.
El 3 de setembre de 1948 Editorial Abril va llançar una nova revista encapçalada pel personatge, encarregant-se Alberto Ongaro d'escriure-la des de la mateixa Argentina a partir de 1950. En 1953 va començar també a publicar-se a la revista espanyola Aventurero  d'Edicions  Cliper.
Des de 1955 l'argentí Eugenio Zoppi s'alterna en els llapis amb Campani, que continua treballant des d'Itàlia:
| Número  | Data      | Guionista      | Dibuixant     |
| ------- | --------- | -------------- | ------------- |
| 336-475 | 3/4/1955- | Alberto Ongaro | Eugenio Zoppi |
| 476-515 | 12/1958-  | Alberto Ongaro | Paul Campani  |
| 516-557 |           | Alberto Ongaro | Eugenio Zoppi |
| 558-575 |           | Alberto Ongaro | Paul Campani  |

A partir del 7 de novembre de 1958 Ongaro va deixar d'escriure la sèrie, que va passar a les mans de guionistes com Rennie Dorest, Carlos Lamas, Clement Greco, Ray Collins o Xarxa Dark. Posteriorment es van incorporar nous dibuixants: 
| Número  | Data            | Guionista                  | Dibuixant          |
| ------- | --------------- | -------------------------- | ------------------ |
| 698     | 1962-1964       |                            | Tibor José Horvath |
| 816-855 | 1964-23/04/1965 | Edgardo Rene Muñoz Cabrera | Lito Fernández     |

## Argument i personatges
John Ferdigan és un inventor anglès que lluita contra el mal mitjançant un vestit que el fa invulnerable, sota la identitat secreta de Misterix. Està casat amb Jolly i compta amb aliats com l'inspector de Scotland Yard Burns i l'extraterrestre Quirón, a més d'enemics recurrents com el seu germà Takos i el capità Wasser.